# Kościół Świętej Trójcy w Przewornie
Kościół Świętej Trójcy – rzymskokatolicki kościół filialny należący do parafii Najświętszej Maryi Panny Królowej Polski w Przewornie (dekanat Strzelin archidiecezji wrocławskiej). Znajduje się w Siemisławicach, przysiółku wsi Przeworno, w powiecie strzelińskim, w województwie dolnośląskim.
O tutejszej świątyni wzmiankowano już w 1335. Obecny kościół w stylu barokowym został zbudowany 1729-1733. Budowla ma jedną nawę z węższym prezbiterium, nakrytą sklepieniem kolebkowym. Mała wieżyczka góruje nad wklęsło-wypukłą elewacją zachodnią. We wnętrzu zachowało się barokowe wyposażenie, powstałe w tym samym czasie co świątynia.